# Hajdu Lajos (bíró)
Hajdu Lajos (Szeghalom, 1814. december 18. (keresztelés) – Budapest, 1893. június 1.) kúriai bíró.

## Életpályája
Nemes Hajdú István és Petri Zsuzsanna fiaként született. Miután jogi tanulmányait befejezte, 1843-ban ügyvédi oklevelet nyert; előbb Sáros megyei ügyész lett, majd 1849-ben az eperjesi törvényszékhez állami ügyésszé nevezték ki. 1855-ben hasonló minőségben a nagyváradi törvényszékhez helyezték át és 1859-ben az ottani törvényszék bírója lett.  
1862. márciusban Bihar megye főispánjának helyettesévé nevezték ki; itt 1865 végéig működött.  
1867. február 14-én a pesti királyi táblához került, ahol két évig maradt. 1870-ben a legfelsőbb bírósághoz osztották be, de nemsokára visszakerült a táblához, amelynek 1882. augusztusig volt bírája. Ekkor a kúriához nevezték ki, ahol bűnügyekben referált. 1890 után nyugalomba vonult. 

## Díjai, elismerései
Az Osztrák Császári Lipót-rend lovagkeresztje